# 白い蘭

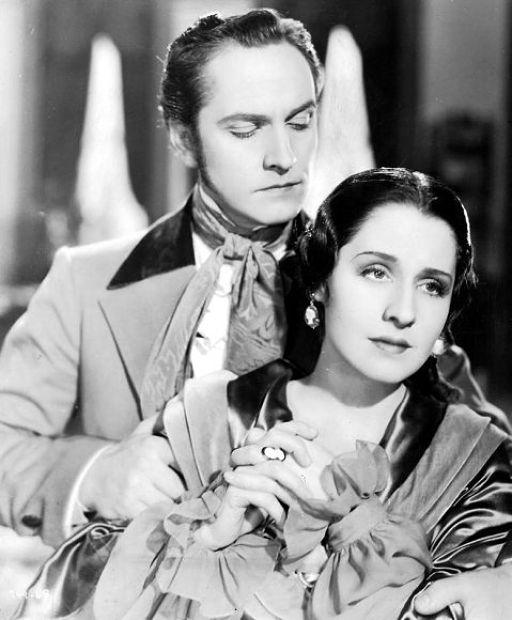
ノーマ・シアラー（右）とフレドリック・マーチ

『白い蘭』（しろいらん、原題：英語: The Barretts of Wimpole Street）は、1934年に公開されたアメリカ映画である。

## 概要
ロバート・ブラウニング夫妻の出会いを描いたルドルフ・ベジアの戯曲『ウィンポール街のバレット家』（1930年ロンドン初演・1931年ニューヨーク初演）の映画版であり、シドニー・フランクリンが監督、ノーマ・シアラー、フレドリック・マーチが主演した。
1957年にフランクリン監督、ジェニファー・ジョーンズ主演で再映画化された。

## キャスト
- エリザベス・バレット：ノーマ・シアラー
- ロバート・ブラウニング：フレドリック・マーチ
- エドワード・モールトン＝バレット（エリザベスの父）：チャールズ・ロートン
- ヘンリエッタ（エリザベスの妹）：モーリン・オサリヴァン
- アラベル：キャサリン・アレクサンダー
- サーティース・クック：ラルフ・フォーブス

## スタッフ
- 監督：シドニー・フランクリン
- 製作：アーヴィング・タルバーグ
- 脚本：エルネスト・ヴァイダ、クローディン・ウェスト、ドナルド・オグデン・ステュアート
- 音楽：ハーバート・ストサート
- 撮影：ウィリアム・ダニエルズ
- 編集：マーガレット・ブース
- 美術：セドリック・ギボンズ
- 衣裳：エイドリアン
- 録音：ダグラス・シアラー

## アカデミー賞ノミネーション
- 作品賞
- 主演女優賞：ノーマ・シアラー